# Castello di Polpenazze del Garda
Il castello di Polpenazze del Garda è un castello che domina il centro storico del paese. Posizionato in un punto strategico, gode di una vista panoramica sulle colline moreniche della Valtenesi e sul Lago di Garda.
Con i restauri degli ultimi anni il castello ha riacquisito l'antico fascino, tanto da attrarre molti visitatori durante l'anno.

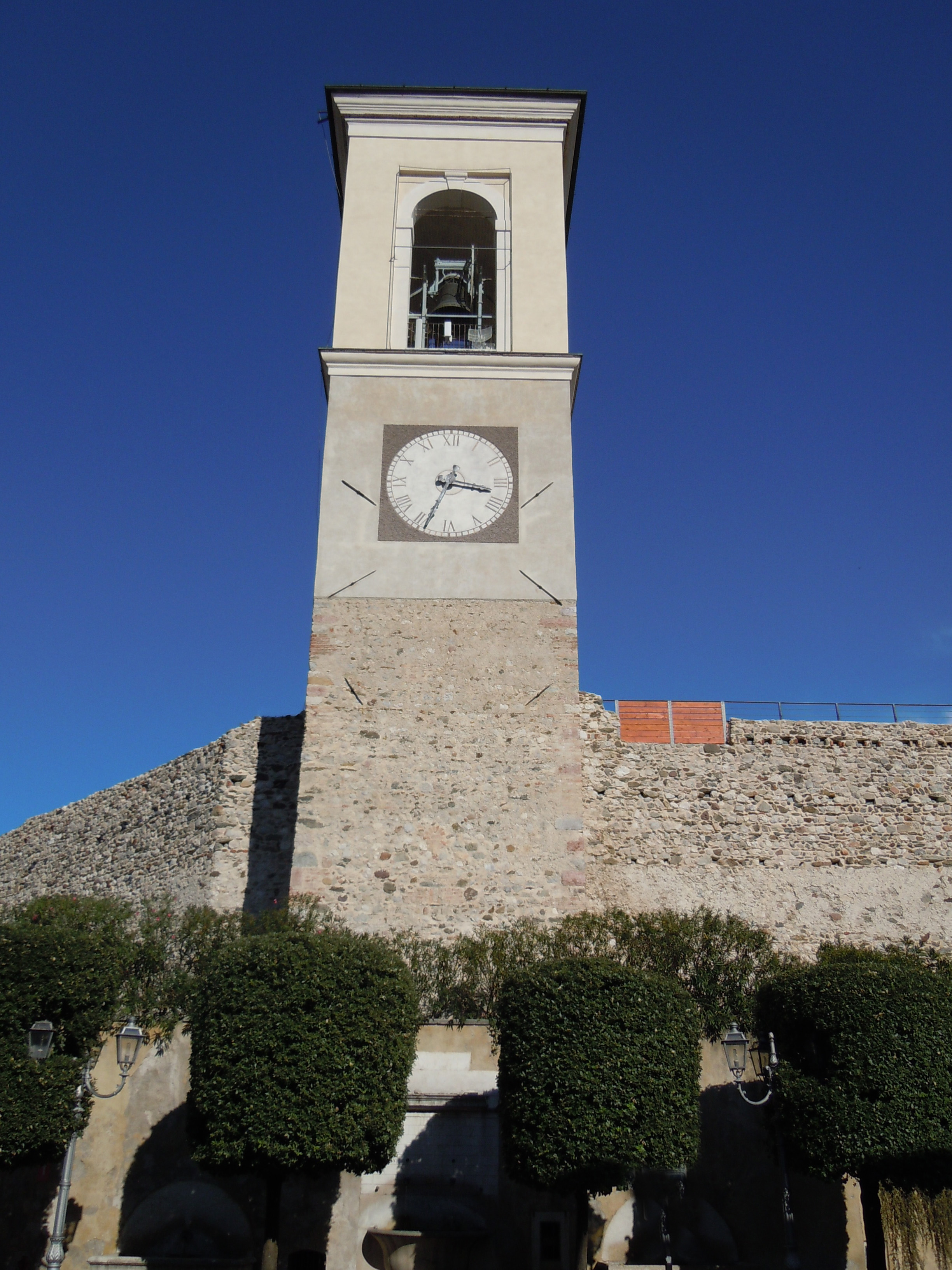
Torre del castello

## Riqualificazione
Nel tempo sono stati tanti gli interventi che hanno modificato e migliorato l'aspetto del castello. Gli interventi più sostanziali sono:
- ristrutturazione e restauro del Municipio nel 2003
- riqualificazione di Piazza Biolchi e spazi compresi tra le mura del castello nel 2006
- realizzazione in quota di un camminamento (antica ronda delle sentinelle) tra il mastio e la torre campanaria nel 2011.[1]
- recupero di un'antica stanza esistente nel 2015 (scoperta con dei saggi nel 2006 ma poi ricoperta), con la realizzazione di una scala che collega la piazza all'interno del castello e le scarpate sottostanti

## In epoca moderna
Il castello ospita il municipio nel maschio, la sala consiliare, la biblioteca, la Chiesa Parrocchiale della Natività della Madonna, la Chiesa dei Santi Fermo e Rustico, il centro sociale, il condominio Biolchi e l'ex cinema.

## Galleria d'immagini

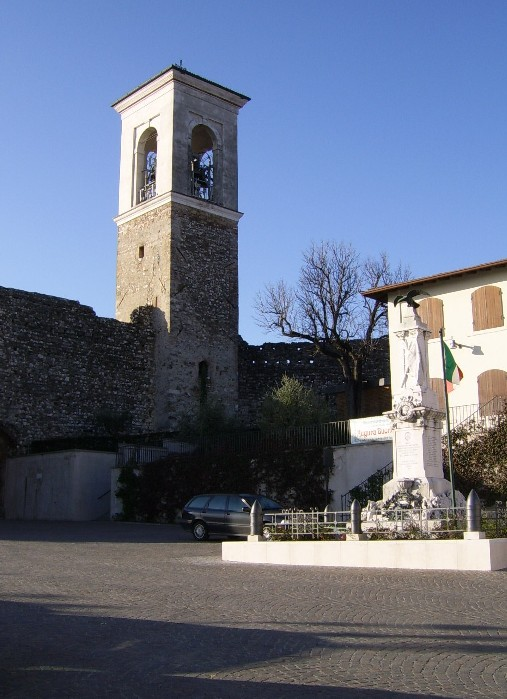
Il campanile
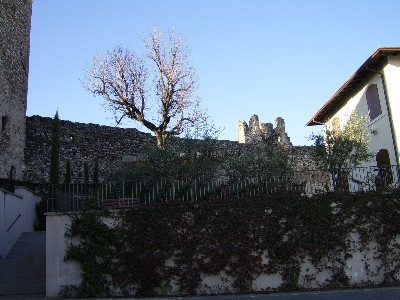
Interno del castello